# فقدان الرؤية التجسيمية
فقدان الرؤية التجسمية ثلاثية الابعاد هو عدم القدرة على الرؤية ثلاثية الابعاد أو المجسمات نتيجة لمشكلات ادراكية، مما يؤدي إلى عدم القدرة على إدراك المجسمات من خلال الجمع بين صور الاشياء ودمجها ومقارنتهما من كلا العينين.
الأفراد الذين تظهر عندهم هذه الحالة هم الأفراد الذين لديهم عين واحدة سليمة أو الأفراد الذين لا تعمل كلنا العينين معا بشكل صحيح.
معظم الاشخاص الذين يعانون من هذه الحالة والذين تكون كلتا عيناهما سليمة فإنهم قادرين على استخدام البصر الثنائي بدرجة اقل من الاشخاص الذين لا يعانون من هذه المشكلة.
وقد اثبتت إحدى الدراسات ذلك استخدم فيها مجسمات وكان المطلوب من أفراد الدراسة الحكم على اتجاه دوران اسطوانة شفافة: كان أداء أفراد الدراسة أفضل عند أستخدام كلتا العينين مقارنة بالاداء عند استخدام العين الاقوى المفضلة لديهم.
وبدأ أنهم يحكمون على اتجاه الدوران من الصور في كل عين على حدة ومن ثم الجمع بين هذه الصور، بدلا من الاعتماد على الاختلافات بين الصور في العينين. كم أن مثيرات الرؤية الثنائية قد تؤثر على احساس هؤلاء الاشخاص بحركة اجسامهم.
وفي بعض الحالات يمكن ان تسهم كل عين في الرؤية المحيطية لجانب واحد من مجال الرؤية.
ويستثنى من ذلك الافراد الذين يعانون من حول خلقي حقيقي متناوب والذين يمتلكون عينين سليمتين، وقدرة على التبديل والاختيار بين استخدام كلتا العينين.
ومع ذلك، لايمكن للفرد استخدام الرؤية التجسيمية ورؤية الابعاد الثلاثية في هذه الحالة (ومحاولات تدريب هؤلاء الافراد الذين يعانون من الحول الخلقي الحقيقي بتناوب على الرؤية الثنائية تؤدي إلى رؤية مزدوجة، اذ أن غير قابل للعكس).

## حالات بارزة
ويعتقد بإن الهولندي رامبرنت ربما كان يعاني من عدم الرؤية ثلاثية الابعاد وهو ما ساعده في أنتاج أعماله ثنائية الابعاد من خلال تسطيح ما يراه.
ويشير العلماء إلى أن العديد من الفنانين قد يكونو مصابين بهذه الحالة من عدم الرؤية ثلاثية الابعاد عندما تم مقارنتهم بعينة من الاشخاص الذين يمتلكون رؤية سليمة.
. فقد طبيب الاعصاب البريطاني اوليفر ساكس قدرته على الرؤية ثلاثية الابعاد في عام 2009بسبب ورم خبيث في عينه اليمنى ولم يكن لديه بقايا بصرية من تلك العين.وذكر فقدانه لرؤية ثلاثية الابعاد في كتابه (عين العقل)الذي نشر في أكتوبر 2010.
وتم توثيق شفاء حالة واحدة من هذه الحالة في عام 2012عن طريق مشاهدة فلم ثلاثي الابعاد.

## قائمة المراجع
- سوزان آر باري (2009). Fixing My Gaze: A Scientist's Journey Into Seeing in Three Dimensions. New York: Basic Books. ISBN:978-0-465-00913-8.

## روابط خارجية
- Richards W (1970). "Stereopsis and stereoblindness". Exp Brain Res. ج. 10 ع. 4: 380–8. DOI:10.1007/BF02324765. PMID:5422472.